# Mauerdenkmal an der B 96

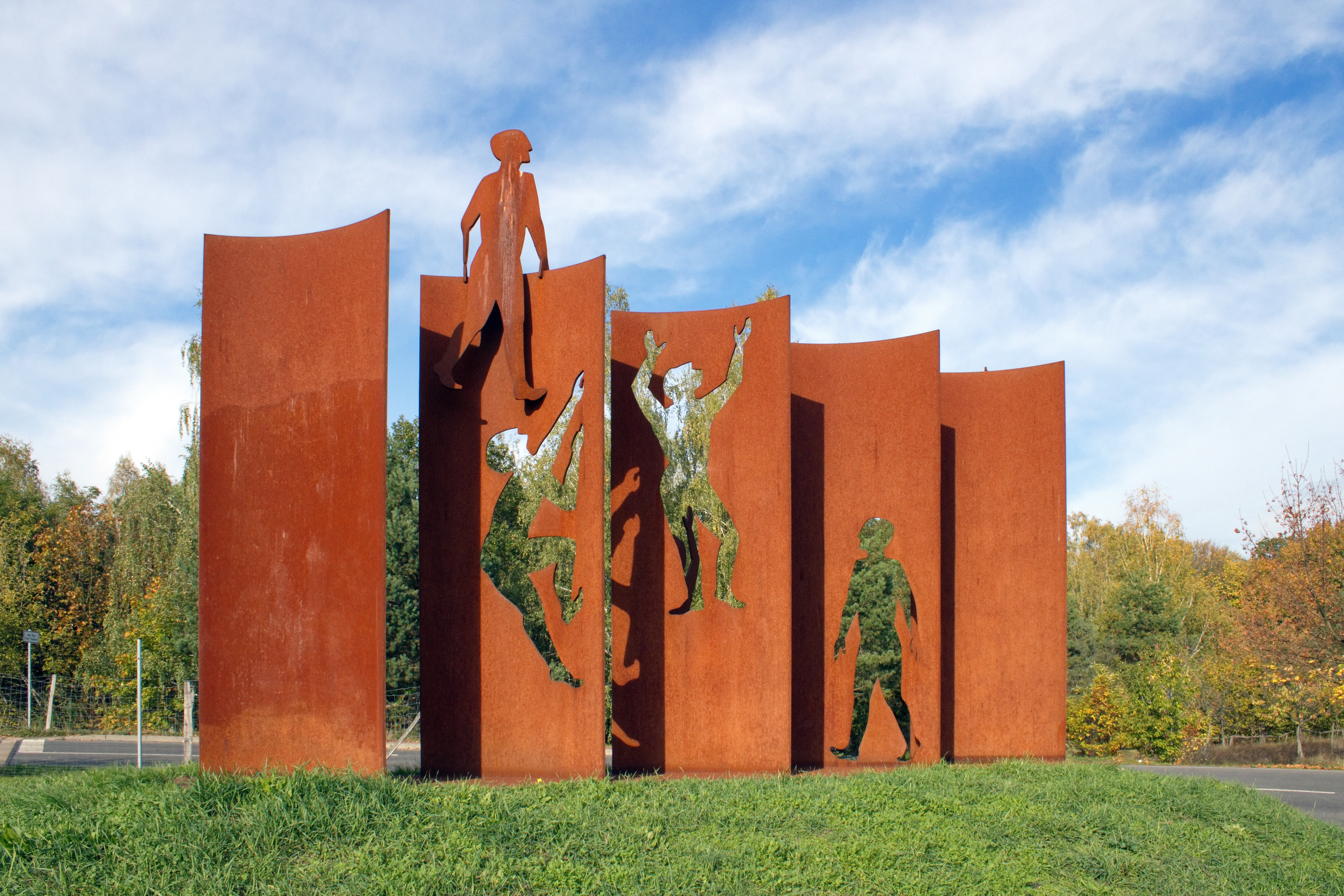
20 Jahre Mauerfall. Denkmal von Kerstin Becker in Blankenfelde-Mahlow.

Das Mauerdenkmal an der B 96 erinnert an den Fall der Berliner Mauer am 9. November 1989. Es wurde 2009 eingeweiht und steht an der Stelle des ehemaligen Grenzkontrollpunkts zu West-Berlin in der Gemeinde Blankenfelde-Mahlow im Landkreis Teltow-Fläming. Der damalige Grenzübergang Kirchhainer Damm in Berlin-Lichtenrade konnte nur von Müllfahrzeugen der Berliner Stadtreinigungsbetriebe für Transporte zur Deponie Schöneiche passiert werden.

## Idee, Entstehung und Eröffnung
Auf Anregung des Landrates Peer Giesecke zur Schaffung eines Kunstwerkes als Erinnerung an den Mauerfall schrieb der Landkreis Teltow-Fläming einen Wettbewerb Kunst im öffentlichen Raum aus, an dem sich 14 Künstler beteiligten und den die Bildhauerin Kerstin Becker (* 1957) aus Wildau-Wentdorf gewann.
Der Grundgedanke der Künstlerin war, das Überwinden, Durchdringen und Öffnen von Mauern darzustellen. Auf einer Grundplatte stehen fünf drei Meter hohe Stahlplatten mit rostiger, leicht gewölbter Oberfläche, die die Mauer symbolisieren. Heraus gestanzte Figuren erklimmen und übersteigen vier der (durchlässigen) Mauersegmente. Je nach Blickwinkel des Betrachters ergeben sich unterschiedliche Perspektiven und Durchblicke.
Die festliche Einweihung des Denkmals östlich der B 96 erfolgte am 6. November 2009. Grußworte sprachen Klaus Wowereit (Regierender Bürgermeister), Peer Giesecke (Landrat) sowie Ekkehard Band (Bezirksbürgermeister von Tempelhof-Schöneberg).
Realisiert wurde das Denkmal nach den Entwürfen der Künstlerin vom Stahlbauunternehmen SIAG Finsterwalde GmbH.